# 후지쯔 라이프북

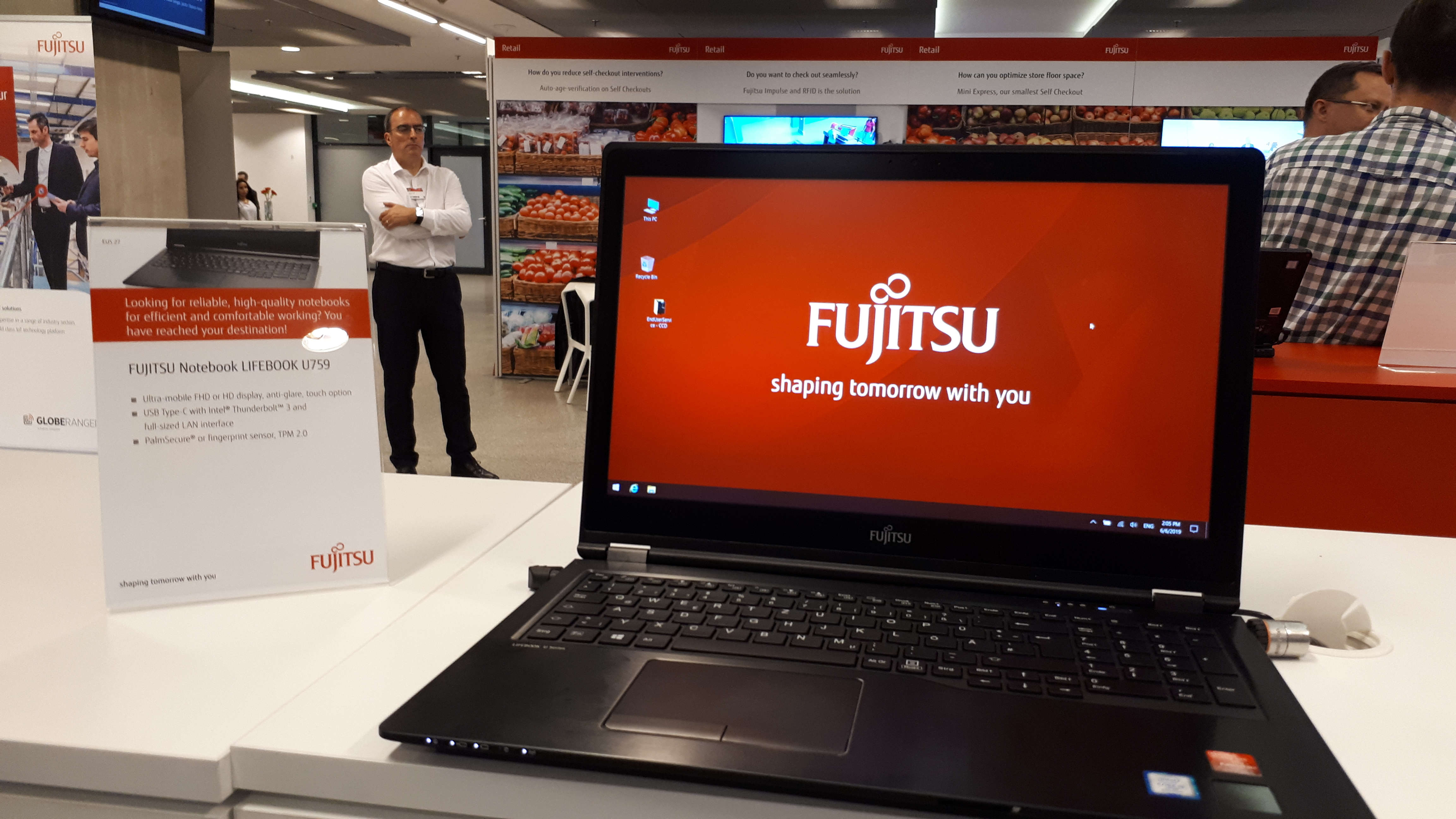
라이프북 U759

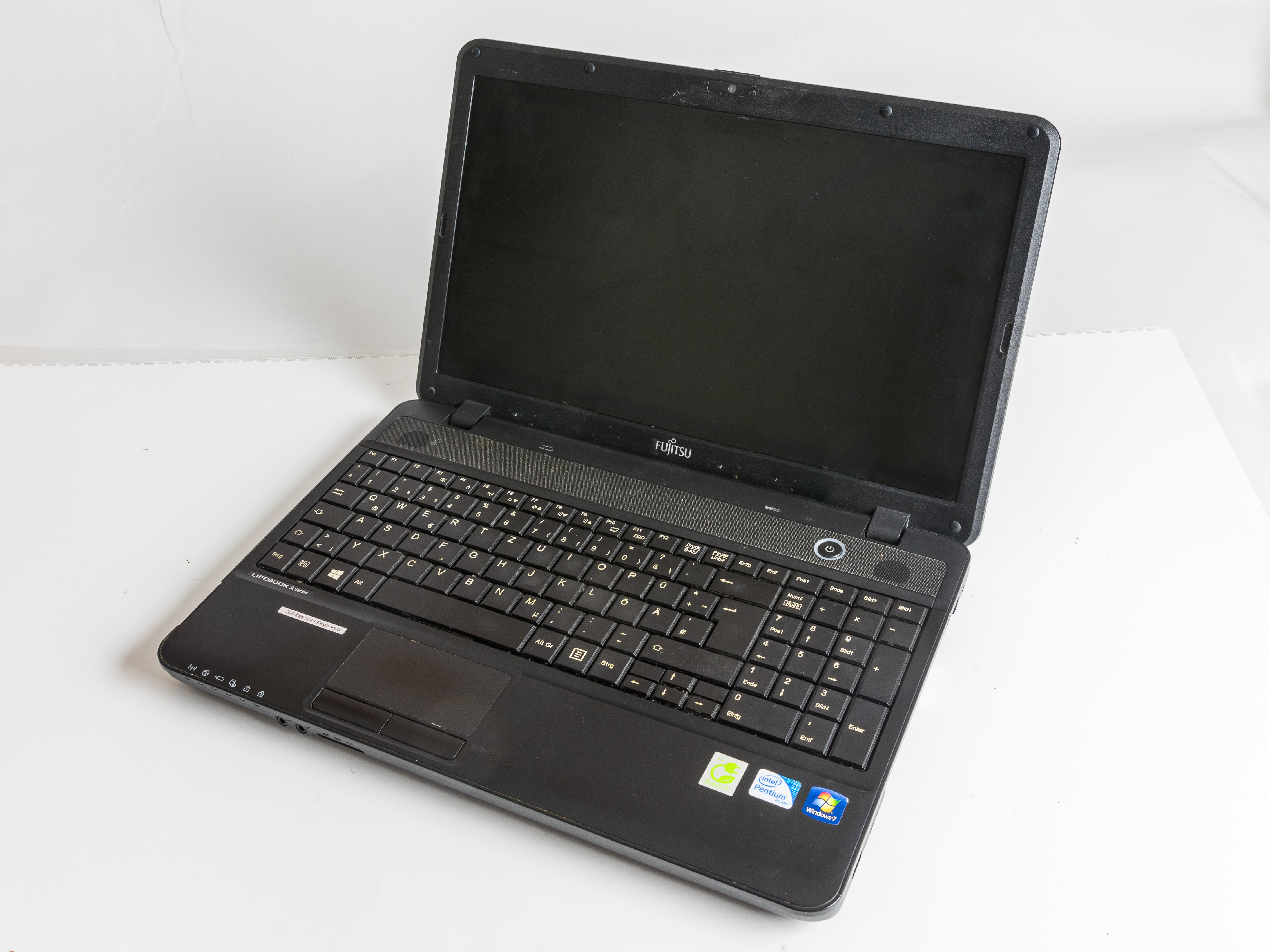
라이프북 AH502

후지쯔 라이프북(Fujitsu Lifebook)은 후지쯔에서 제작한 랩톱 컴퓨터 제품군으로, 동일한 라이프북 제품군 내에서 다양한 노트북과 태블릿 PC도 제공한다.

## 역사
후지쯔는 포켓 컴퓨터 코퍼레이션(Poqet Computer Corporation)과 협력하여 1989년 세계 최초의 휴대용 1파운드 IBM/PC-XT 호환 컴퓨터를 출시했다. 2003년에는 최초의 단일 스핀들 컨버터블 태블릿 PC인 라이프북 T3000 시리즈를 출시했다. T3010은 현재 태블릿 PC의 런칭패드였다.

## 모델
이전 시리즈를 포함한 모든 시리즈가 여기에 나열된다. 현재(2017년) 라이프북 A 시리즈는 저렴한 민간 부문을 대상으로 계속되고 있으며 E, P, S, T, U 시리즈는 주로 비즈니스 부문을 대상으로 하고 있다. 후지쯔는 전통적으로 터치스크린과 태블릿 분야(라이프북 S, T, U 시리즈)에서 강세를 보이고 있다.
- Lifebook A
- Lifebook B
- Lifebook C
- Lifebook E
- Lifebook NH
- Lifebook P
- Lifebook Q
- Lifebook S
- Lifebook T
- Lifebook U

## 같이 보기
- 모듈러 설계